# 케네스 맥도널드
케네스 맥도널드(Kenneth MacDonald, 1901년 9월 8일 ~ 1972년 5월 5일)는 미국의 배우이다.
로스앤젤레스에서 사망하였다. 포리스트 론 메모리얼 파크에 매장되었다.

## 방송
- 콜트 45

## 영화
- 데이빗 코퍼필드 (1999년)
- 위치 웨이 투 더 프론트 (1970년)
- 오리지널 패밀리 밴드 (1968년)
- 심부름 소년 (1961년)
- 페이튼 플레이스 2 (1961년)
- 보난자 (1959년)
- 페리 메이슨 (1957년)
- 콜트45 (1957년)
- 델리케이트 딜리퀀트 (1957년)
- 쉬 크리처 (1956년)
- 먼지 속의 별 (1956년)
- 십계 (1956년)
- 샤이안 (1955년)
- 프란시스 인 더 네이비 (1955년)
- 케인호의 반란 (1954년)
- 코만도 코디 (1953년)
- 프란시스 고즈 투 더 레이시스 (1951년)
- 론 레인저 - 49년 시리즈 (1949년)
- 잔인한 힘 (1947년)
- 반조 (1947년)
- 백 투 바탄 (1945년)
- 팬텀 (1943년)
- 세이프 인 헬 (1931년)
- 디러저블 (1931년)